# Kathryn North
Kathryn Norte é uma pediatra e neurologista reconhecida internacionalmente. Em 2013, ela foi nomeada Diretora do Murdoch Childrens Research Institute e se tornou Professora de Pesquisa em Saúde Infantil na Universidade de Melbourne. Em 2012, ela foi nomeada Presidenta da Comissão de Pesquisa do  National Health and Medical Research Council. Em 2014, ela foi nomeada Vice-Presidenta da Aliança Global para a Genômica e Saúde e Co-Presidenta de seu Grupo de Trabalho Clínico.
North recebeu um doutorado em neurogenética em 1994, da Universidade de Sydney, e posteriormente concluiu pós-doutorado em Genética na Harvard Medical School. Seu laboratório de pesquisa está focado na base molecular e genética de desordens musculares herdadas, incluindo as distrofias musculares e congênitas e miopatias.

## Prêmios
- Sunderland Award da Australian Neuroscience Society (2000)
- Sutherland Lecturership da Human Genetics Society of Australasia (2008)
- Glaxo Smith Kline Australia Award for Research Excellence (2011)
- Ramaciotti Medal  for Excellence in Biomedical Research (2012)[4]